# Oxyrrhynchium porothamnioides
Oxyrrhynchium porothamnioides là một loài rêu trong họ Brachytheciaceae. Loài này được P. de la Varde & Levier mô tả khoa học đầu tiên năm 1947.